# Пенеду
Пенеду (порт. Penedo) — муниципалитет в Бразилии, входит в штат Алагоас. Составная часть мезорегиона Восток штата Алагоас. Входит в экономико-статистический микрорегион Пенеду. Население составляет 60 750 человек на 2008 год. Занимает площадь 690,8 км². Плотность населения — 87,6 чел./км².

## История
Город основан в 1501 году.

## Статистика
- Валовой внутренний продукт на 2004 год составляет 141 564 000,00 реалов (данные: Бразильский институт географии и статистики).
- Валовой внутренний продукт на душу населения на 2004 год составляет 2382,00 реала (данные: Бразильский институт географии и статистики).
- Индекс развития человеческого потенциала на 2000 год составляет 0,665 (данные: Программа развития ООН).